# Associazione degli ebrei del Reich in Germania
L'Associazione degli ebrei del Reich in Germania (in tedesco: Reichsvereinigung der Juden in Deutschland) era un'organizzazione ebraica di copertura costituita nella Germania nazista nel febbraio 1939. Era chiamata anche "la nuova" per distinguersi dalla "vecchia" Reichsvereinigung der Juden in Deutschland, subentrata nel 1935, in seguito alla perdita dei diritti civili, all'Associazione degli ebrei tedeschi del Reich (in tedesco: Reichsvertretung der Deutschen Juden), istituita nel settembre 1933. La nuova associazione era un organo amministrativo che si occupava prevalentemente del coordinamento e del sostegno dell'emigrazione e della deportazione forzata del popolo ebraico, soggetta alla legislazione del governo del Reich in continua evoluzione applicata dalla RSHA. Lo statuto giuridico della nuova organizzazione venne modificato il 4 luglio 1939 sulla base delle Leggi di Norimberga e definito dal 10° Regolamento della Legge sulla cittadinanza emanato dal Ministero dell'Interno del Reich.
La nuova Reichsvereinigung assorbì il personale, le strutture e gli edifici della vecchia. La RSHA la sottopose alla sua influenza e al suo controllo, e confermò come presidente il rabbino Leo Baeck, già presidente della vecchia associazione. Alla fine del 1939 la RSHA nominò Adolf Eichmann giudice speciale per gli affari degli ebrei (in tedesco: Sonderreferent für Judenangelegenheiten). Esercitava tale funzione nell'ufficio in Kurfürstenstraße 115-116 a Berlino, e il suo reparto è noto come RSHA Referat IV B4. Eichmann divenne famoso per aver espulso 50.000 persone tra ebrei austriaci e gentili austriaci di origine ebraica nei primi tre mesi dall'Anschluß. Così fu incaricato di espellere gli ebrei tedeschi e i gentili tedeschi di origine ebraica dai confini del vecchio Reich. La supervisione locale della Reichsvereinigung fu affidata alle filiali della Gestapo.

## Obbligo di adesione
Mentre le organizzazioni associate, come le congregazioni ebraiche e le associazioni ebraiche, venivano via via sciolte e i loro compiti parzialmente incorporati nella nuova Reichsvereinigung, aumentava l'adesione di persone fisiche. Tutte le persone identificate come ebrei, secondo le leggi di Norimberga e secondo la politica razziale della Germania nazista, venivano obbligatoriamente iscritte come membri. L'antisemitismo nazista tradizionale riteneva che l'ebraismo desse vita a gruppi di persone legate da stretti legami di sangue, formando un'unità indissolubile; si dichiarò che l'influenza ebraica aveva avuto un impatto negativo sulla Germania. Per essere risparmiati dalla discriminazione e dalle persecuzioni, gli ebrei dovevano dimostrare il legame con la cosiddetta razza ariana.
Era paradossale che le caratteristiche razziali non determinassero mai l'appartenenza, sebbene i nazisti discutessero spesso di fisionomia: l'unico fattore decisivo era la fede religiosa dei nonni. Mentre in passato si poteva scegliere la propria religione, ora, negli anni del nazismo, si era per forza classificati come ebrei se tre o quattro nonni erano stati membri di una congregazione ebraica, indipendentemente dalla Halakhah. Secondo la Halakhah, una persona era da considerare ebrea se nata da madre ebrea, o per conversione.
La categorizzazione nazista degli ebrei, che comportava l'adesione obbligatoria, comprendeva:
1. per lo più ebrei e apostati di origine ebraica;
2. gentili di origine ebraica (cattolici, irreligiosi e protestanti) che avevano tre o quattro nonni appartenenti, secondo i documenti, a una congregazione ebraica;
3. tutte le persone di fede ebraica, comprovata dalla loro appartenenza a una congregazione ebraica a partire dal 1935 (anno dell'approvazione delle Leggi di Norimberga), anche se avevano meno di tre nonni ebrei;
4. persone con uno o due nonni ebrei, che erano sposati con il membro di una congregazione ebraica (questi ultimi due erano chiamati Geltungsjuden).

Non erano soggetti a questo obbligo gli ebrei non osservanti, o di fede diversa, o che avevano solo due nonni iscritti in una congregazione ebraica (i cosiddetti Mischling), o anche le persone, che, pur avendo tre o quattro nonni ebrei, erano sposate con una persona classificata come ariana in un matrimonio definito come razziale misto (la coppia non doveva aver necessariamente contratto un matrimonio interreligioso, perché contava solo l'appartenenza religiosa dei nonni, non la fede, probabilmente comune, professata da entrambi i coniugi). In seguito questa eccezione fu ristretta alle persone che vivevano in una cosiddetta coppia mista privilegiata, in cui il partner gentile era il marito senza figli, o i figli erano educati come gentili, oppure gentile era la moglie e si avevano figli educati come gentili. In una coppia senza figli un coniuge maschio classificato come ebreo subiva tutte le discriminazioni.
Tutti i membri dovevano versare i contributi per il mantenimento dell'apparato burocratico e lo svolgimento delle funzioni. Inoltre, erano tutti sottoposti alle discriminazioni e persecuzioni, e dal 1 settembre 1941 erano tenuti a portare in pubblico il distintivo giallo.

## Reichsvereinigung come organo della RSHA
Diversamente dalla vecchia Reichsvereinigung, che faceva da egida a varie associazioni e congregazioni ebraiche, che rappresentavano gli interessi e fornivano il mutuo sostegno agli ebrei e organizzazioni ebraiche, quella nuova era un dispositivo di controllo e discriminazione degli ebrei tedeschi e austriaci, nonché dei gentili di origine ebraica.
Non aveva una vera autonomia interna: i membri del comitato esecutivo non venivano eletti, ma nominati dalla Gestapo. Il Jüdisches Nachrichtenblatt fu il suo organo di stampa, poiché tutti gli altri 64 giornali di orientamento ebraico erano stati vietati dopo i pogrom di novembre del 1938.
Le agenzie governative impegnate nella discriminazione e persecuzione avevano imparato la lezione della disapprovazione pubblica seguita al terrore aperto durante i pogrom di novembre. Per non suscitare disagio nella popolazione tedesca, il governo del Reich preferì nascondere le proprie attività. La Reichsvereinigung fu incaricata di annunciare il numero sempre crescente di ordinanze antisemite ai suoi membri perseguitati e di assicurare la loro obbedienza.
Lo sterminio degli ebrei diventò la politica ufficiale dopo la conferenza di Wannsee (gennaio 1942), dove se ne discusse l'attuazione; le agenzie governative coinvolte erano preoccupate per l'accettabilità di queste azioni. Fu fatto un enorme sforzo logistico per trasportare i deportati lontano verso l'Est, invece di farli uccidere da squadre mobili, che lo facevano già nell'Est occupato, ovunque li trovassero.
Il 18 ottobre 1941 iniziarono deportazioni regolari di ebrei tedeschi. Dopo la comunicazione della data e del numero da parte della Gestapo, la Reichsvereinigung in alcuni casi doveva scegliere chi doveva essere deportato. I funzionari della Gestapo raggruppavano quindi i destinati alla deportazione in uno dei suoi locali, prima di caricarli su un treno. La procedura poteva richiedere fino a una settimana di attesa. Alcuni tedeschi oggi affermano che l'Olocausto fu compiuto lontano dagli occhi e della popolazione tedesca e che essa quindi non aveva idea di cosa stesse succedendo. Dopo che la maggior parte dei membri della Reichsvereinigung fu deportata, il Reichssicherheitshauptamt la sciolse nel giugno 1943, ed i dipendenti rimasti furono deportati a Theresienstadt.
Le uniche organizzazioni ebraiche rimaste furono alcuni ospedali, ad esempio l'ospedale ebraico di Berlino e l'ospedale israelita di Amburgo. Si presero cura degli ebrei e dei gentili di origine ebraica, che non furono deportati grazie al loro matrimonio con un partner senza nonni ebrei in un cosiddetto matrimonio misto.

## Sforzi per l'emigrazione
L'associazione si occupava dell'emigrazione degli ebrei tedeschi, agevolata grazie ad un campo di formazione per l'emigrazione a Gross-Bressen: la fattoria didattica creata nel 1936 per insegnare ai giovani le competenze necessarie per emigrare. Era utile perché spesso mancavano l'istruzione e l'esperienza a causa delle limitate opportunità di studio e della scarsità di imprese tedesche disposte ad assumere apprendisti ebrei. Si iniziò con 125 allievi di età compresa tra i quindici ed i diciassette anni; in due anni appresero le nozioni di base in materia di pulizie domestiche, artigianato, agricoltura, allevamento e lingue straniere. I paesi di accoglienza valutarono le competenze acquisite nell'ambito del programma e accolsero i più qualificati.
Inizialmente l'obiettivo del campo di addestramento di Gross-Bressen era di inviare tirocinanti all'estero per fondare vari insediamenti. L'associazione sviluppava i piani per un insediamento in Brasile, ma l'unico che andò in porto fu in Virginia, dove William Thalhimer Sr., un imprenditore di Richmond, donò agli allievi un terreno affinché si stabilissero negli Stati Uniti Il sito divenne noto come Thalhimer's Hyde Farm e fece da fattoria comunitaria in cui i 37 apprendisti della fattoria didattica di Gross-Bressen riuscirono con successo. Ciononostante, però, dopo la Kristallnacht le autorità naziste arrestarono molti allievi e una parte del personale della fattoria tedesca e li mandarono nel campo di concentramento di Buchenwald. I rimanenti continuarono ad operare fino al 31 agosto 1941, quando i funzionari della Gestapo liquidarono la fattoria e costrinsero il personale ai lavori forzati.

## I documenti della Reichsvereinigung
È sopravvissuta solo una piccola parte dei documenti della Reichsvereinigung. Tra il 1947 e il 1950 all'International Tracing Service (ITS) furono consegnate 32 000 schede. Oltre a "scheda decessi", "scheda emigrazione" e cosiddetta "scheda stranieri", c'era anche la "scheda dell'alunno di Berlino" con più di 10 000 tessere che testimoniano la vita dei bambini ebrei durante il periodo della persecuzione nazista. Nel 2017 l'ITS pubblicò l'indice dei documenti del proprio archivio online.